# M2 Light Tank
M2 Light Tank (hrv. M2 laki tenk) je bio američki laki tenk prije i tijekom Drugog svjetskog rata. Njegova jedina borbena uporaba unutar američke vojske tijekom rata je bila u sklopu 1. tenkovske bojne na pacifičkom bojištu. Međutim, vjeruje se kako su M2A4 sudjelovali u sukobima sa snagama carskog Japana u Burmi i Indiji kao dio britanske vojske. Inačica M2A4 je bila izravni predak serije lakih tenkova M3 Stuart, koji su bili u širokoj uporabi tijekom rata i M2 Medium Tank, koji je sam po sebi bio promašeni projekt ali su na njemu zasnovani M3 Lee i M4 Sherman.

## Povijest razvoja
Kao i laki tenk T2E1, M2 je dizajnirao Rock Island Arsenal 1935. godine za pješačku komponentu američke vojske. Dizajn na osnovi ranijih T1 i T2 tenkova je bio dijelom inspiriran poznatim britanskim tenkom Vickers 6-Ton. Glavno naoružanje tenka je činila Browning M2 strojnica (kalibar .50), montirana u malu kupolu za jednog člana posade. Nakon što je isporučeno samo 10 primjeraka, američko pješaštvo se odlučilo prebaciti na konfiguraciju s dvije kupole, s ugrađenim .30 kalibarnom strojnicom u dugoj kupoli. Rani modeli tenka s dvije kupole su među trupama nazvani "Mae West", po popularnoj prsatoj filmskoj zvijezdi. Tenkovi s dvije kupole nisu bili osobito efikasni, ali su bili zajednička značajka svih lakih tenkova 1930-ih napravljenih po uzoru na Vickers, kao na primjer sovjetski T-26 i poljski 7TP.
Izbijanjem Španjolskog građanskog rata, većina vojski uključujući američku su shvatile da su im potrebni tenkovi naoružani topovima, a ne samo strojnicama. Konjička komponenta se već opredijelila za jednu, veliku kupolu na gotovo identičnom vozilu M1 Combat Car. U prosincu 1938. odlučeno je da je jedan M2A3 opremi debljim oklopom i jačim naoružanjem, kako bi ispunio zahtjeve američkog pješaštva. To nadograđeno vozilo je dobilo klasifikaciju M2A4. Bilo je opremljeno topom M5 kalibra 37 mm, 25 mm debelim oklopom od čeličnih ploča i 7-cilindričnim benzinskim motorom. Ostala poboljšanja su uključivala bolji ovjes, poboljšanu transmisiju i bolje hlađenje motora. Proizvodnja inačice M2A4 je pokrenuta u svibnju 1940. i nastavljena do ožujka 1941. godine. Dodatnih 10 M2A4 je sklopljeno u travnju 1942., za ukupan broj od 375 M2A4 tenka.

## Borbena uporaba
Do prosinca 1941. godine, modeli M2A1, M2A2 i M2A3 su korišteni jedino kao trening vozila. Otprilike 50 M2A4 je korišteno tijekom bitke za Guadalcanal kao dio američkog Marinskog korpusa 1. tenkovske bojne i ostali su u službi u neki dijelovima Tihog oceana do 1943. godine.
Ujedinjeno Kraljevstvo je početkom 1941. naručilo 100 M2A4. Nakon što su isporučena 36, narudžba je otkazana u korist poboljšanog M3 Stuarta. Postoje dokazi koji navode da je 36 M2A4 transportirano iz Sjeverne Afrike u Indiju i Burmu gdje su bili u sastavu britanske "7. husarske" (eng. 7th Hussars) i "2. kraljevske pukovnije" (eng. 2nd Royal Tank Regiment) i borili se protiv japanske "14. tenkovske pukovnije".

## Inačice
- M2A1 (1935.)
  - .50 strojnica u jednoj kupoli. Proizvedeno 10 primjeraka.
- M2A2 (1935.)
  - Dvije kupole, prozvan "Mae West". Proizveden u 239 primjeraka.
- M2A3 (1938.)
  - Dvije kupole, deblji oklop, poboljšano podvozje. Proizveden u 72 primjerka.
- M2A4 (1940.)
  - Jedna kupola s 37 mm topom, deblji oklop. Proizveden u 375 primjeraka.